# Грязный поход
«Грязный поход» (араб. غزوة الطين‎, транслит. Ghazwat al-Tin) — военная кампания периода арабо-хазарских войн в VIII веке. Арабы вторглись в Хазарию и сражались с армией, которой командовал лично каган. Средневековые хронисты дали походу такое имя из-за того, что сражения шли под проливными дождями, превратившими землю в непролазную грязь. Существовало две традиции датировать поход. По одной, его относили к 728 году (110 году хиджры) и связывали с именем Масламы, по другой — к 732 году (114 году хиджры) и связывали с Марваном. Эта двойственность унаследована и современной историографией, где можно встретить обе даты, в зависимости от источников, на которые опирается автор.

## Поход 728 (110 г.х.)

Северный Кавказ и Закавказье в 740 году

Фигурирует в ранних источниках, в частности у Халифы ибн Хаййата и ат-Табари, а также у Ибн ал-Асира и Михаила Сирийца. Маслама ибн Абд ал-Малик, в прошлом году отражавший нападение хазар поблизости от Дарьяльского ущелья, нанёс удар первым. Арабская армия прошла через Дарьял в Хазарию и завязала бои, продолжавшиеся около месяца. Согласно Халифе ибн Хаййату, генеральное сражение Масламы с каганом состоялось в четверг 17 сентября 728 года. Халифа приводит две версии места сражения, ссылаясь на разных информаторов: поблизости от Дербента или поблизости от Дарьяла. Согласно Табари, сражались со стороны Дарьяла. Итог битвы арабские авторы описывают как успешный. Каган (его имя в источниках не сохранилось) потерпел поражение и бежал. В то же время Михаил Сириец пишет противоположное — арабы не смогли победить и бежали, бросив свой обоз. Поход был отмечен и в византийских источниках, что случалось не часто. В этой версии (Феофан) тоже говорится о бегстве арабов. В любом случае, результат похода оказался скромным, поскольку никак не повлиял на существующий расклад сил. Обратно арабская армия прошла через Лазику — мимо места, известного как «Мечеть Зу-ль-карнайна».
Среди тех [событий], которые происходили в сем [году хиджры] — поход [наместника Севера] Масламы ибн ‘Абд ал-Малика против тюрок. Шел он на них со стороны врат Аланских, пока не столкнулся с каганом и его полчищами. Бились они примерно месяц, страдая от ливневых дождей. В результате обратил Аллах кагана в бегство; тот сбежал, а Маслама вернулся. Следовал он по пути через [город, именуемый] «Храмом “Двурогого”».ат-Табари, «История пророков и царей»
В этом году Маслама ибн ‘Абд ал-Малик предпринял поход в страну хазар. Это тот поход, который был назван «грязным походом».
Абу Халид сообщил со слов Абу Бара’а ан-Нимайри, который сказал: «Маслама шёл, чтобы столкнуться с [врагом], и встретил хазарского тирана, возглавлявшего большое сборище, поблизости от ал-Баба. Они сражались много дней, а затем Аллах победил [врагов]. Это произошло в четверг, седьмого джумада II сто десятого года».
Сказал Абу Бара’а: «Мне рассказал ‘Абдаллах ибн Усайд ал-Килаби: «Поистине, Маслама запер ворота ал-Лан. Хазары встретили его, вступили в схватку с ним и [сражались], пока ночь не стала преградой между ними. Маслама сохранил [ворота] в неприкосновенности».
Сказал Ибн ал-Калби: «Битва Масламы с ними продолжалась почти месяц под сильным дождём. Затем Аллах победил их».Халифа ибн Хаййат, «История»
В том же году совершил Маслама поход против тюрок со стороны ворот Аллана и, встретив хакана с его полчищами, вступил с ним в сражение, которое продолжалось около месяца. Их [воюющих?] настиг сильный дождь и хакан обратился в бегство и ушёл, а Маслама возвратился по дороге Двурогого.Ибн ал-Асир, «Полный свод истории»
Маслама снова вторгся в страну тюрок с большой армией. Была 40-дневная битва. Когда тайи [арабы] увидели, что не могут победить тюрок, они бросили свой обоз и бежали.Михаил Сириец, «Хроника»
В этом году Маслама отправился походом в землю турок. Они завязали сражение друг с другом, и многие пали с обеих сторон. Маслама, испугавшись, обратился в бегство и повернул назад через горы Хазарии.Феофан Исповедник, «Хронография»

## Поход 732 (114 г.х.)
Фигурирует у ал-Куфи и от него заимствован Балами. Не датирован, но из последовательности событий понятно, что речь идёт о начале 114 года хиджры. После отъезда Масламы в Сирию, на его место в первых числах марта месяца новым наместником северных провинций был назначен Марван ибн Мухаммад. Он сразу же произвёл смотр войск и во главе 40-тысячной армии отправился из Дербента к хазарскому городу Беленджеру. Видимо, город был взят. Арабы прошли за него. Победа арабской армии описывается в трафаретных выражениях: было убито много воинов противника и захвачена большая добыча в виде скота и пленных. Из остальных источников о военных действиях на хазарском фронте в 732/733 году глухо упоминает только Халифа ибн Хаййат. По его данным, Марван перешёл некую реку ар-Р.мм (о её идентификации можно строить лишь догадки) и достиг земель славян.
Особняком стоит Ибн ал-Асир. В его компиляции поход с дождём (как термин не употребляется) отнесён к предыдущей кампании Масламы в 113/731—732 году.
Идентичная деталь об отрубленных из-за налипшей грязи лошадиных хвостах содержится в грузинской хронике Джуаншера Джуаншериани, описывающей поход Марвана на Лазику и Абхазию приблизительно в те же годы.
Он говорит: И узнали хазары, что Маслама уехал от них в Сирию, и вернулись в свою страну, которая была у них отнята, и захватили её и поселились в ней. Это стало известно Марвану б. Мухаммаду. Он собрал людей, устроил им смотр и было их больше 40 тысяч. И вёл он их до Баланджара. Затем из Баланджара он отправился в страну хазар. И он стал брать в плен и убивать так, что перебил множество хазар. Он захватил в плен детей и женщин, угнал скот и вернулся в город ал-Баб благополучно и с добычей. А было это в зимнее и очень холодное время. Называют этот поход «грязевым походом» из-за большого количества дождей и грязи. Во время этого похода он приказал отрезать хвосты коням. И всем их отрезали из-за большой грязи и сырости.Ибн Асам ал-Куфи, «Книга завоеваний»
Хазары, узнав об удалении Масламаха, все возвратились по своим городам. Когда известие об этом дошло до Мервана бен Мухаммеда, то собрал он более нежели до сорока тысяч войска, и чрез Беленджер проник в страну Хазарскую, убивал всех, увез с собою стада и возвратился в город, где и провёл зиму. Поход этот называется «Грязным походом», вследствие множества дождей, ливших в продолжение всей кампании, так что Мерван принужден был приказать отрезать хвосты у лошадей, потому что к ним приставала грязь.Балами, «История Табари»
В этом году Хашам ибн ‘Абд ал-Малик отстранил Масламу ибн ‘Абд ал-Малика от [управления] Арминией, Азарбайджаном и ал-Джазирой. В начале мухаррама 114 года он назначил правителем этих стран Марвана ибн Мухаммада ибн Марвана.
Сказал Абу Халид со слов Абу Бара’а: «Марван выступил в 114 году и [продвигался], пока не прошёл реку ар-Р.мм. он убивал, угонял в плен и совершал набеги на ас-сакалиба».Халифа ибн Хаййат, «История»
Ал-Хараши оставался в Баграване до тех пор, пока не не получил от Хишама приказ явиться к нему, а на его место Хишам назначил правителем Арминии и Азербайджана своего брата Масламу ибн-'Абдальмалика. Прибыв туда, Маслама выступил против тюрок при сильном дожде (холоде?) и прошел всю страну, преследуя их.Ибн ал-Асир, «Полный свод истории»
Ибо подступил к Картли агарянин амир, коего звали Мурван Глухой, сын Мухаммада и коего отправил [в Картли] Эшим амир ал-му'менин Багдадский, сын Абдал-Мелика Багдадского из того же племени. [...] Обошел Глухой все земли Кавказа, захватил Врата Дариала и Дербенда и сокрушил все города и большинство крепостей в пределах Картли. И узнавши, что цари картлийские со всей родней ушли в Эгриси, а оттуда скрылись в Абхазии, стал преследовать их по пятам и сокрушил все города и крепости страны Эгрисской. [...] Минуя Цихе-Годжи, разбили лагерь между двумя смежными реками. И грянул дождь суровый и поднялись [воды] рек безмерно: и полилась меньшая из рек на войска абашей и утопила из них тридцать три тысячи пеших; большая из рек хлынула на всадников, лагерь которых был разбит в лесистой местности, и некоторые из них разбежались в разные стороны, некоторые спаслись, взобравшись на деревья, и забрала река тридцать тысяч лошадей и с тех пор стала именоваться одна из них Цхенис-цкали, а другая-Абаша. И двинулись отселе и прошли дорогу Гурийскую, прошли дорогу Сперскую, а на численности их не было видно убыли. Но прежде поотрубали они хвосты коням своим, потому как тяжело было [лошадям] от прилипшей [к хвостам] грязи.Джуаншер Джуаншериани, «История Вахтанга Горгасали»